# Trehörningstjärnen (naturreservat)
Trehörningstjärnen är ett naturreservat i Vindelns kommun i Västerbottens län.
Området är naturskyddat sedan 2013 och är 25 hektar stort. Reservatet omfattar östra delen av Trehörningstjärnen och en låg ås öster därom bevuxen med tall.